# 韋諾納 (新澤西州)
韋諾納（英語：Wenonah）是位於美國新澤西州格洛斯特縣的自治市鎮。

## 人口
根據2020年美國人口普查的數據，韋諾納的面積為2.62平方千米，當中陸地面積為2.58平方千米，而水域面積為0.04平方千米。當地共有人口2283人，而人口密度為每平方千米871人。